# Klassisk betingning
Klassisk betingning er en type læring, hvor et individ sammenkobler en biologisk vigtig stimulus (eksempelvis mad) med en anden stimulus (eksempelvis lyd), som signaliserer at maden kommer.
Ivan Pavlov observerede, at hunde udskilte spyt, når de fik mad i munden og at andre ting enkelte gange også kunne udløse denne respons. Eksempelvis kunne hunden begynde at savle, når den hørte skridtene fra den person, der kom med maden. Pavlov begyndte derfor systematisk at studere, hvorledes sådanne signaler (fx en metronomlyd) kunne udløse savling, hvis metronomlyden gentagne gange signalerede mad.